# Marcelo Filippini
Marcelo Filippini (Montevideo, 4 de agosto de 1967) es un extenista uruguayo.

## Carrera
Filippini comenzó a jugar tenis a los cinco años de edad. Entró al profesionalismo en 1987. En 1988, ganó su primer torneo de primer nivel en individuales en Bastad, y su primer torneo de dobles en Palermo.
En el curso de su carrera, Filippini ganó cinco campeonatos de la ATP en individuales y tres en dobles. Su mejor posición en individuales fue número 30 (6 de agosto de 1990) y 44 en dobles (31 de julio de 1989). 
En 1996, Filippini jugó el juego más largo conocido en la historia del Circuito de la ATP en el Torneo de Casablanca, Marruecos, llegando a jugar 28 deuces contra Alberto Berasategui, en un partido de primera ronda, el cual finalmente perdió por 6-2 y 6-3.
El tenista fue abanderado uruguayo en el desfile inaugural de los Juegos Olímpicos de 1996. Ganó el primer partido en el evento individual ante Luis Morejón y perdió en 16º de final contra Renzo Furlan.
La mejor actuación de Filippini en un evento de Grand Slam fue en el Roland Garros de 1999, donde alcanzó los cuartos de final cayendo ante el eventual campeón Andre Agassi. Fillipini y Fiorella Bonicelli son los únicos uruguayos en llegar a instancias de cuartos de final en un torneo individual de Grand Slam.
Filippini se retiró del circuito profesional en el año 2000.

### Copa Davis
Fue participante fundamental del Equipo de Copa Davis de Uruguay desde el año 1985 hasta 2001. Fue nominado para 33 series disputando al menos un encuentro en las 33 ocasiones. Tiene un récord en esta competición de partidos ganados vs perdidos favorable de 42/36 (31/22 en individuales y 11/14 en dobles). Estos números lo convierten en el jugador que más partidos ganó en la historia para su país en general (42) y en individuales (31). También ostenta el récord de más eliminatorias disputadas con 33.

## Títulos ATP (8;5+3)

### Individuales (5)
| Leyenda            |
| Grand Slam (0)     |
| Copa Master (0)    |
| Masters Series (0) |
| Torneos ATP (5)    |

| No. | Fecha                | Torneo        | Superficie | Oponente en la final  | Resultado     |
| 1.  | 17 de julio de 1988  | Båstad        | Arcilla    | Francesco Cancellotti | 2-6, 6-4, 6-4 |
| 2.  | 13 de agosto de 1989 | Praga         | Arcilla    | Horst Skoff           | 7-5 7-6       |
| 3.  | 12 de junio de 1994  | Florencia     | Arcilla    | Richard Fromberg      | 3-6, 6-3, 6-3 |
| 4.  | 4 de mayo de 1997    | Atlanta       | Arcilla    | Jason Stoltenberg     | 7-6(2) 6-4    |
| 5.  | 25 de mayo de 1997   | Saint Poelten | Arcilla    | Patrick Rafter        | 7-6(2) 6-2    |

### Dobles (3)
| Leyenda            |
| Grand Slam (0)     |
| Copa Master (0)    |
| Masters Series (0) |
| Torneos ATP(3)     |

| No. | Fecha                  | Torneo     | Superficie | Pareja          | Oponente en la final               | Resultado     |
| 1.  | 2 de octubre de 1988   | Palermo    | Arcilla    | Carlos di Laura | Alberto Mancini Christian Miniussi | 6-2, 6-0      |
| 2.  | 14 de junio de 1992    | Florencia  | Arcilla    | Luiz Mattar     | Royce Deppe Brent Haygarth         | 6-4, 6-7, 6-4 |
| 3.  | 6 de noviembre de 1994 | Montevideo | Arcilla    | Luiz Mattar     | Sergio Casal Emilio Sánchez        | 7-6, 6-4      |